# Clemens von Irland (Mönch)
Clemens von Irland (auch Clemens Scotus, * um 750 in Irland; † nach 818 in Auxerre (unsicher)) war ein iroschottischer Mönch und Gelehrter, der 774 in die Dienste Karls des Großen trat. Neben Alkuin war er die führende Figur in der Karolingischen Renaissance. Clemens von Irland sollte nicht mit dem von Bonifatius der Ketzerei beschuldigten, unkanonisiert geweihten Bischof Clemens von Irland verwechselt werden.

## Leben und Werk
Clemens kam zusammen mit seinem Gefährten Albinus um 772 nach Gallien und wirkte hier als Lehrer. Er erwarb sich einen solch guten Ruf, dass Karl der Große ihn 774 an seinen Hof nach Aachen holte. 775 wurde Clemens Leiter der Pariser Hohen Schule, einer Art Vorläufer der Universität Paris. Zu seinen Schülern gehörten Bruno, Modestus und Candidus, die ihm 803 von Ratgar, dem Abt von Fulda, unterstellt wurden. 796, als Alkuin sich altersbedingt von Aachen nach Tours zurückzog, übernahm Clemens die Leitung der kaiserlichen Hofschule in Aachen. Clemens von Irland ist wahrscheinlich identisch mit der gleichnamigen Person, die die erste Biografie Karls des Großen schrieb. Clemens starb nach 818. Als Todesort wird Auxerre angegeben, wo er in der Kirche Saint-Amator beigesetzt wurde.
Clemens von Irland wird als Heiliger der Katholischen Kirche verehrt. Sein Gedenktag wird am 20. März eines jeden Jahres begangen.